# Friends (canción de Raven-Symoné)
«Friends» (en español Amigas) es una canción de la cantante, actriz y compositora estadounidense Raven-Symoné junto con la también cantante-actriz neerlando-estadounidense Anneliese van der Pol.

## Información
La canción fue grabada para la banda sonora That's So Raven Too!, de la serie de Disney Channel That's So Raven.
La canción fue solo para promocionar dicha banda sonora, por lo que no tuvo un video musical oficial. Raven y Anneliese cantaron esta canción en el programa de televisión Live with Regis and Kelly, como parte de la promoción.
La canción se posicionó en el #28 de los UK Singles Chart.